# Klaus Kröll
Klaus Kröll (Öblarn, 24. travnja 1980.) je austrijski alpski skijaš.
Svjetski je juniorski prvak iz Barcelonnette u spustu iz 1999. godine i superveleslalomu iz Québeca 2000. godine.

## Pobjede u Svjetskome kupu
| Datum              | Mjesto    | Disciplina      |
| ------------------ | --------- | --------------- |
| 23. siječnja 2009. | Kitzbühel | superveleslalom |
| 7. ožujka 2009.    | Kvitfjell | spust           |

## Vanjske poveznice
- Osobna stranica
- Statistika FIS-a  Arhivirana inačica izvorne stranice od 11. ožujka 2010. (Wayback Machine)